# Бабулины поцелуи
«Бабулины поцелуи» (англ. Grandma’s Kisses) — 26-я серия американского мультсериала «Губка Боб Квадратные Штаны». Данный эпизод был создан в 2000 году и показан 6 марта 2001 года на телеканале «Nickelodeon» в США, а в России — 7 июля 2002 года.

## Сюжет
Губка Боб посещает дом своей бабушки, где он предаётся радостям детства: домашнему печенью, сказкам и свитеру, каждая петля которого связана с любовью. Вдруг на часах пробило 3 часа дня, и бабушка решила, что подвезёт своего внука до работы. Когда они прибывают, бабушка целует Губку Боба на прощание, оставляя след поцелуя, который виден на его лбу. Попрощавшись с бабушкой, Губка Боб с довольным выражением лица идёт в «Красти Краб», думая, что у посетителей хорошее настроение, но Сквидвард говорит, что посетители смеются над ним, а не с ним. Посетители начинают смеяться над Губкой Бобом, думая, что он маленький карапуз. Сквидвард в ответ говорит Губке Бобу, что его «поймёт бабуля», и все начинают смеяться над ним. Губка Боб пытается стереть со лба бабушкин поцелуй, но никак не выходит. Губке Бобу становится обидно, и он останавливает посетителей словами: «Хватит! Больше я никому не позволю себя публично унижать». Затем, обливаясь слезами, убегает домой из ресторана.
Дома Патрик утешает Губку Боба, что посетители и Сквидвард не были правы, и решает порекомендовать ему показать своей бабушке, что он больше не ребёнок, а взрослый. Губке Бобу сразу становится спокойно.
Губка Боб и Патрик идут в дом бабушки Квадратные Штаны с поддельными бакенбардами. Когда бабушка открывает дверь, то видит своего родного внука вместе с другом, но когда она пытается поцеловать его, Губка Боб прерывает её, объясняя ей, что он теперь взрослый и что он больше не потерпит поцелуев. Бабушка предлагает им печенье, и, в то время как Губка Боб отказывается, Патрик с удовольствием бежит в дом есть тарелку печенья. Патрик восклицает, что быть взрослым скучно и что ему нравится, когда с ним обращаются как с ребёнком. Губка Боб пытается съесть печенье сам, но бабушка останавливает его, давая ему питательный коралл вместо этого. Губка Боб кое-как съедает питательный коралл, чуть не ломая зубы. Затем бабушка переходит к сказкам, рассказывая Патрику причудливую историю, но Губке Бобу вместо этого даёт толстую техническую инструкцию. Затем она даёт Патрику свитер «с любовью в каждой петле», и Губка Боб представляет себе, что его бабушкин свитер исчезает и тот оказывается голым. Бабушка даёт Губке Бобу канцелярские принадлежности, чтобы тот сделал что-то сам. Вскоре часы бьют 3 часа дня, и она напоминает Губке Бобу, что пора идти на работу, пока она укладывает Патрика. Бабушка поёт Патрику колыбельную, а Боб медленно закрывает за собой дверь и уходит. Однако внезапно Губка Боб открывает дверь, хлопая ей об стену; его бакенбарды отваливаются, и он начинает жаловаться, что он хочет, чтобы с ним обращались как с маленьким ребёнком.
Я не хочу быть взрослым!

Я хочу печенья!

И молока!

И свитер с любовью в каждой петельке!

Хочу носить памперсы!

Хочу ездить в колясочке!

Хочу засыпать в обнимку вместе с любимым мишкой!

Хочу кататься на деревянном морском коньке!

Хочу чтоб ты мне целовала пальчик когда "бо-бо"!
Затем Губка Боб начинает рыдать, кататься по полу лёжа, пить свои же слёзы и слезами затопляет бабушкин дом. Бабушке становится жалко рыдающего внука, после чего она с помощью затычки сливает его слёзы и убеждает его, что он не должен быть ребёнком, чтобы получить её любовь, и что он всегда будет её ребёнком, независимо от того, насколько он вырос. Она вручает ему печенье в одной руке и его упавшие бакенбарды в другой. Губка Боб с радостью берёт и то, и другое и просит её его друзьям не рассказывать об этом. Однако, когда Губка Боб и его бабушка обнимаются, Сквидвард и клиенты «Красти Краба» заглядывают в окно, дико смеясь.

## Роли
- Том Кенни — Губка Боб
- Билл Фагербакки — Патрик Стар
- Роджер Бампасс — Сквидвард
- Ди Брэдли Бейкер — Чарли
- Мэрион Росс — бабушка

### Роли дублировали
- Сергей Балабанов — Губка Боб
- Юрий Маляров — Патрик Стар
- Иван Агапов — Сквидвард
- Вячеслав Баранов — Чарли
- Лариса Некипелова — бабушка

## Производство
Серия «Бабулины поцелуи» была написана Уолтом Дорном, Полом Тиббитом и Мерриуизер Уильямс; Эндрю Овертум взял роль анимационного режиссёра. Впервые данная серия была показана 28 апреля 2001 года в США на телеканале «Nickelodeon».
Серия «Бабулины поцелуи» была выпущена на DVD-диске «The Seascape Capers» 6 января 2004 года. Она также вошла в состав DVD «SpongeBob SquarePants: The Complete 2nd Season», выпущенного 19 октября 2004 года, и «SpongeBob SquarePants: The First 100 Episodes», выпущенного 22 сентября 2009 года и состоящего из всех эпизодов с первого по пятый сезоны мультсериала.

## Отзывы критиков
«Бабулины поцелуи» получили в целом положительные отзывы от поклонников мультсериала и критиков. На сайте «IMDb» серия имеет оценку 8,7/10.